# کشتی مسافربری

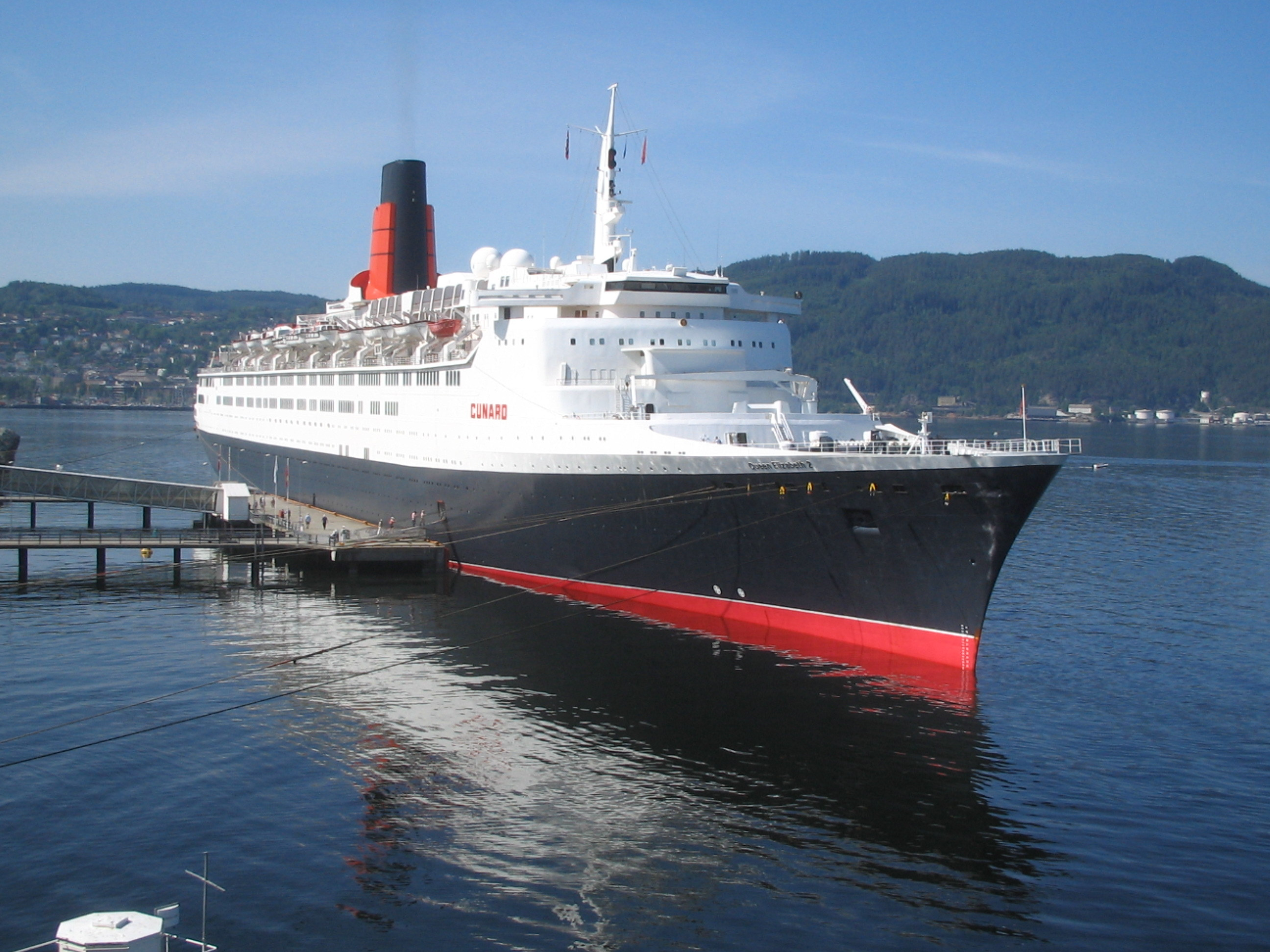
کوئین الیزابت ۲ یک کشتی اقیانوس پیمای مسافربری

کشتی مسافربری (به انگلیسی: Passenger ship) یک کشتی تجاری است که فعالیت اصلی آن حمل مسافر در دریا است. این دسته شامل کشتی‌هایی باری نیستند که برای تعداد محدودی از مسافران اقامت دارند مانند کشتی‌هایی که برای ۱۲ نفر اقامت دارند. با این وجود نوع این کشتی‌ها شامل کلاس‌های بسیاری از کشتی‌های طراحی شده برای انتقال تعداد قابل توجهی از مسافران و همچنین ترابری می‌باشد. در واقع تا همین اواخر تمام خطوط اقیانوس‌پیما قادر به ترابری پست، اکسپرس و سایر محموله‌ها علاوه بر تسهیلات مسافر بودند. این ظرفیت محموله در آخرین خطوط اقیانوس‌پیما و در تمام کشتی‌های گردشی از بین رفته‌است.

در حالی که کشتی‌های مسافربری بخشی از تجارت دریایی هستند در امور نظامی به عنوان کشتی نیروی دریایی نیز استفاده می‌شوند.

## گونه‌ها

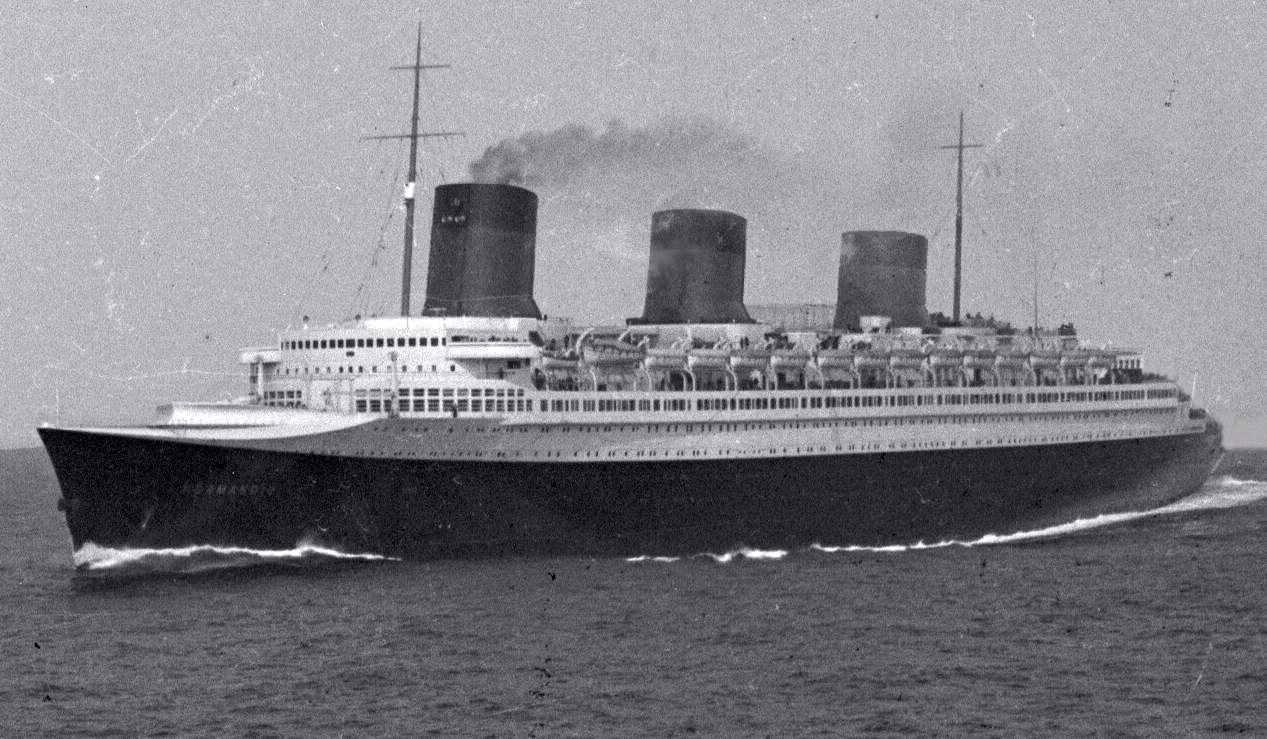
اس‌اس نرماندی یک کشتی اقیانوس پیمای مسافربری

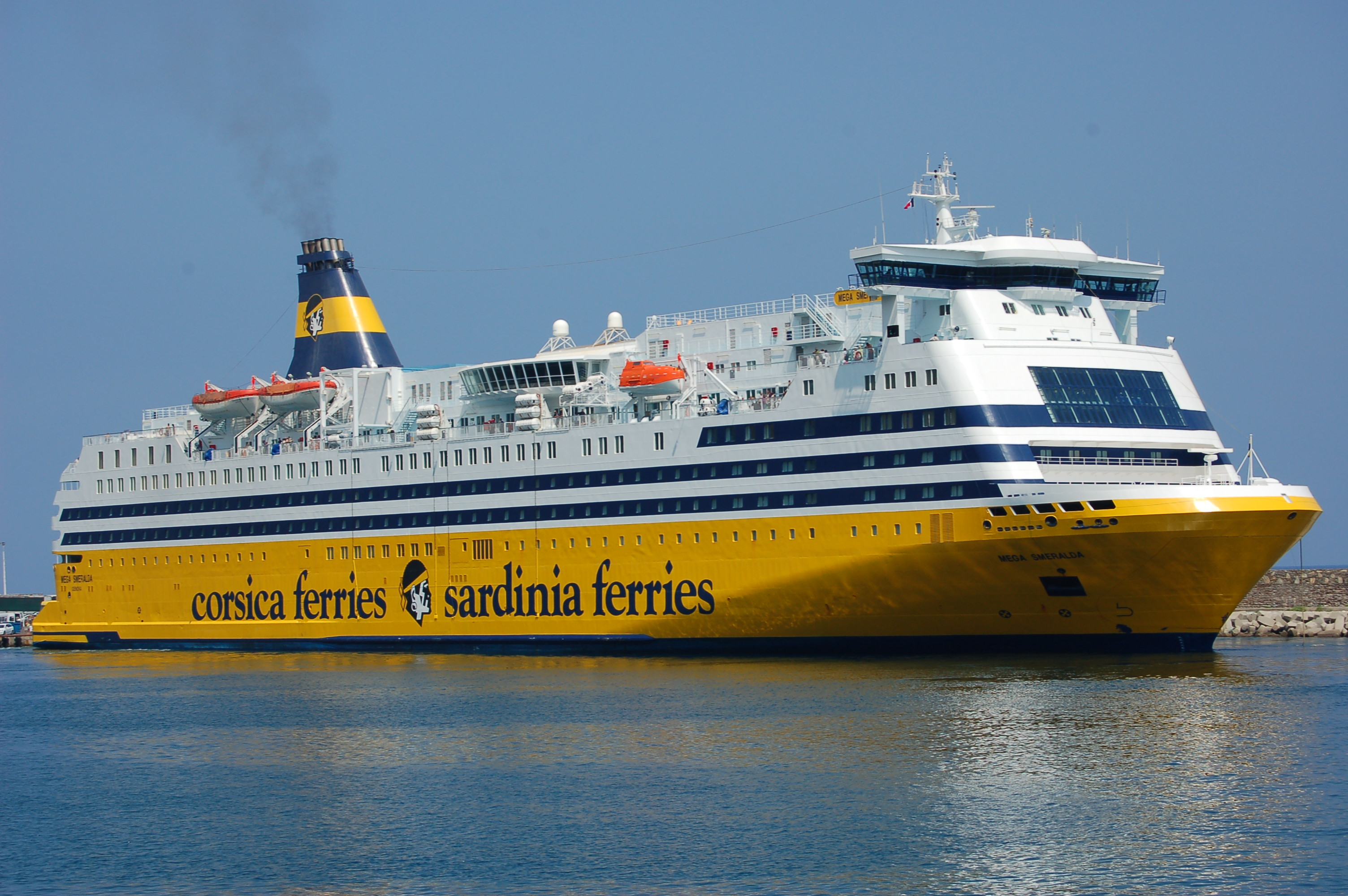
ام‌اس مگا اسمرالدا یک کشتی اقیانوس پیمای فرابر

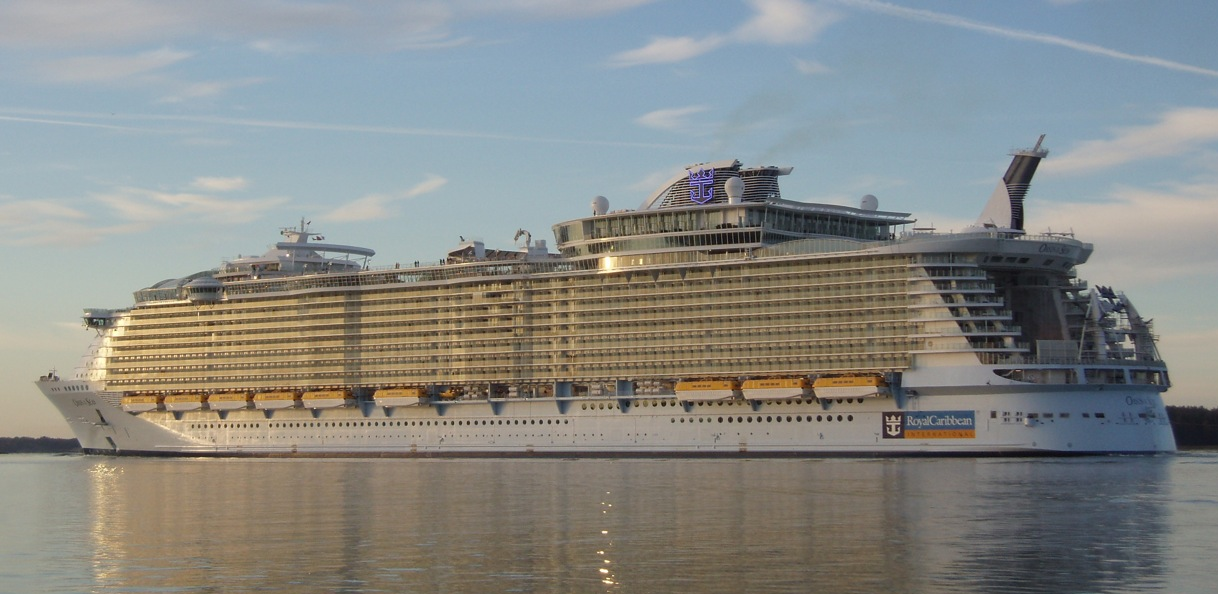
ام‌اس اوئیسیس آو دسیز یک کشتی اقیانوس پیمای گردشی

کشتی‌های مسافربری فرابرهایی هستند که روزانه یا شبانه کوتاه مسافرت کرده و مسافران و وسایل نقلیه را حمل می‌کنند؛ خطوط اقیانوسی که به‌طور معمول کشتی‌هایی هستند که مسافر یا حمل مسافر و اغلب بار در خطوط طولانی‌تر را انجام می‌دهند؛ و کشتی‌های گردشی اغلب ترابری مسافر در سفرهای طولانی با امکانات ویژه را انجام می‌دهند.

خطوط اقیانوس‌پیما نوعی سنتی از کشتی مسافربری است. این خطوط در سفرهای برنامه‌ریزی شده به تمام قسمت‌های ساکن در جهان حرکت می‌کنند. با ظهور هواپیماهای مسافری ترابری محموله‌های تخصصی خط سفر از بین رفت. اما با افزایش سفرهای دریایی برای لذت و سرگرمی در قسمت دوم قرن بیستم، اقیانوس‌ها برای کشتی‌های گردشی به عنوان شکل عمده‌ای از کشتی بزرگ مسافربری که شامل صدها تا هزاران نفر بودند منطقه فعالیت از اقیانوس اطلس شمالی به دریای کارائیب تغییر کردند.

اگر چه برخی از کشتی‌ها دارای ویژگی‌های هر دو نوع هستند اولویت‌های طراحی دو شکل متفاوت هستند: سرعت و طراحی سنتی، در حالی که امکانات کشتی‌های گردشی (استخر شنا، تئاتر، اتاق‌های توپ، کازینو، امکانات ورزشی، و غیره) به جای سرعت است. این اولویت‌ها طرح‌های مختلفی را تولید می‌کند. علاوه بر این خطوط اقیانوسی به‌طور معمول برای عبور از اقیانوس اطلس بین اروپا و ایالات متحده و یا حتی بیشتر به جنوب امریکا یا آسیا سفر می‌کنند در حالی که کشتی‌های گردشی برای مسیرهای کوتاه‌تر را با توقف بیشتر در امتداد ساحل خطوط و یا در میان جزایر مختلف حمل می‌کنند.

برای مدت طولانی کشتی‌های گردشی کوچکتر از اقیانوس‌پیماهای قدیمی بودند، اما در دهه ۱۹۸۰ این تغییر زمانی که کوت کلوستر مدیر خطوط نروژ کارائیب اس‌اس فرانس (۱۹۶۱) را خریداری کرد و او را تغییر داد به یک کشتی بزرگ گردشی که آن را به نام اس اس نروژ تغییر نام داد اتفاق افتاد.

موفقیت او نشان داد که یک بازار بزرگ برای کشتی‌های گردشی وجود دارد. کلاس‌های متوالی از کشتی‌های بزرگتر دستور داده شد تا زمانی که خط کونارد کوئین الیزابت را به عنوان بزرگترین کشتی مسافری ساخت.
کوئین الیزابت ۲ (۱۹۶۴) و آرام‌اس کوئین مری ۲ (۲۰۰۰) که در سال ۲۰۰۴ به کار گرفته شد گل سرسبد شرکت کونارد و پرچم‌دار کشتی‌های اقیانوس‌پیمای بزرگ هستند. مانند خطوط اقیانوس اطلس آن‌ها کشتی‌هایی سریع هستند و به شدت در برابر بلایای شمال اطلس مقاوم هستند.

در اکتبر ۲۰۰۹ ام‌اس اوئیسیس آو دسیز جایگزین آرام‌اس کوئین مری ۲ شد.

## ایمنی
کشتی‌های مسافربری تحت دو مورد مهم سازمان بین‌المللی دریانوردی قرار می‌گیرند: انجام تمرینات لازم در کشتی پس از ۲۴ ساعت از سوارشدن مسافران و ارسال سیگنال پس از ۳۰ دقیقه از حرکت کشتی.